# Rowan Atkinson
Pour les articles homonymes, voir Atkinson.
Rowan Sebastian Atkinson (/ɹaʊən səˈbæstʃən ˈætkənsən/) est un acteur, scénariste et humoriste britannique né le 6 janvier 1955 à Consett (Durham).
Rowan Atkinson est surtout connu pour être le créateur et l'interprète du personnage de Mr Bean, rendu mondialement célèbre par la série télévisée du même nom primée aux British Academy Television Awards et ses deux adaptations cinématographiques (Bean, Les Vacances de Mr Bean).
Il est également l'acteur principal de la série La Vipère noire ainsi que du film comique Johnny English et de ses suites, Johnny English, le retour et Johnny English contre-attaque. En 2016, l'acteur interprète le rôle du commissaire Maigret dans la série britannique Maigret.

## Biographie

### Jeunesse et formation
Rowan Sebastian Atkinson est né à Consett, en Angleterre, le 6 janvier 1955. Benjamin de quatre frères, ses parents sont Eric Atkinson, un agriculteur et chef d'entreprise, et Ella May (née Bainbridge), mariés le 29 juin 1945. Ses trois frères aînés sont Paul, mort en bas âge ; Rodney, économiste eurosceptique qui perd de justesse l'élection pour la direction de l'UKIP en 2000 ; et Rupert.
Rowan Atkinson est élevé dans la tradition anglicane, et est instruit à la Durham Chorister's School, en même temps que le futur Premier ministre britannique Tony Blair, et à la St. Bees School. Il va ensuite à l'université de Newcastle upon Tyne, où il obtient un diplôme en électrotechnique. En 1975, il continue dans cette voie au Queen's College (Oxford), là où son père fut admis en 1935, et en sort avec une maîtrise en électrotechnique et le titre d'ingénieur. Cette université le nomme Honorary Fellow en 2006.
Il se fait connaître avec l'Oxford Revue, un groupe de comédie constitué d'étudiants d'Oxford, à l'Edinburgh Fringe Festival en 1976. Il écrit et joue auparavant dans des sketchs lors de spectacles à Oxford avec les Etceteras, le groupe de l'association d'art dramatique de l'université d'Oxford, l'Experimental Theatre Club, ainsi que pour l'Oxford University Dramatic Society, où il rencontre le scénariste Richard Curtis et le compositeur Howard Goodall, avec qui il travaillera plus tard.

### Débuts radiophoniques et révélation télévisuelle (années 1980)
Rowan Atkinson joue dans l'émission humoristique radiophonique intitulée The Atkinson People en 1979 sur BBC Radio 3. Ce programme, produit par Griff Rhys Jones, consiste en une série d'interviews satiriques avec de grands hommes fictifs joués par Rowan Atkinson. Il assurait aussi son écriture aux côtés de Richard Curtis.
Après l'université, il part en tournée avec Angus Deayton, qui joue son faire-valoir, dans un sketch qui finit par être adapté pour une émission télévisée. Après le succès de cette dernière, il fait un pilote unique pour le London Weekend Television en 1979 intitulé Canned Laughter. Il continue sa carrière avec Not the Nine O'Clock News sur la BBC, émission produite par son ami John Lloyd, aux côtés de Pamela Stephenson, Griff Rhys Jones et Mel Smith. Rowan Atkinson en était le principal écrivain de sketches.
Le succès de cette émission le mène à être la vedette de la sitcom médiévale Blackadder (La Vipère noire) en 1983, co-écrite avec Richard Curtis[réf. nécessaire]. La même année, il commence sa carrière au cinéma dans Jamais plus jamais, aux côtés de Sean Connery dans le rôle de James Bond. Du fait de problèmes de budget, la seconde saison, Blackadder II, n'est diffusée que trois ans plus tard, en 1986, et est écrite par Richard Curtis et Ben Elton. Cette saison suit le destin de l'un des descendants de la Vipère Noire, le personnage joué par Rowan Atkinson dans la première saison, durant l'ère élisabéthaine. Les deux saisons suivantes suivent le même principe : Blackadder the Third (1987), durant la période de la Régence anglaise, puis Blackadder Goes Forth (1989), durant la Première Guerre mondiale. Cette série devient l'une des séries comiques les plus couronnées de succès, s'accompagnant des épisodes spéciaux Blackadder's Christmas Carol (1988), Blackadder: The Cavalier Years (1988), puis plus tard Blackadder: Back & Forth (1999), qui se déroule au tournant du XXIe siècle. La dernière scène de Blackadder Goes Forth, lors de laquelle Blackadder et ses hommes montent à l'assaut du no man's land, fut décrite comme « audacieuse et très poignante » (« bold and highly poignant »). Lors du centenaire du début de la Grande Guerre en 2014, Michael Gove et l'historien de la guerre Max Hastings ont déploré la soi-disant « histoire à la Blackadder » (« Blackadder version of history »),,.

### Mr Bean et succès mondial (années 1990)

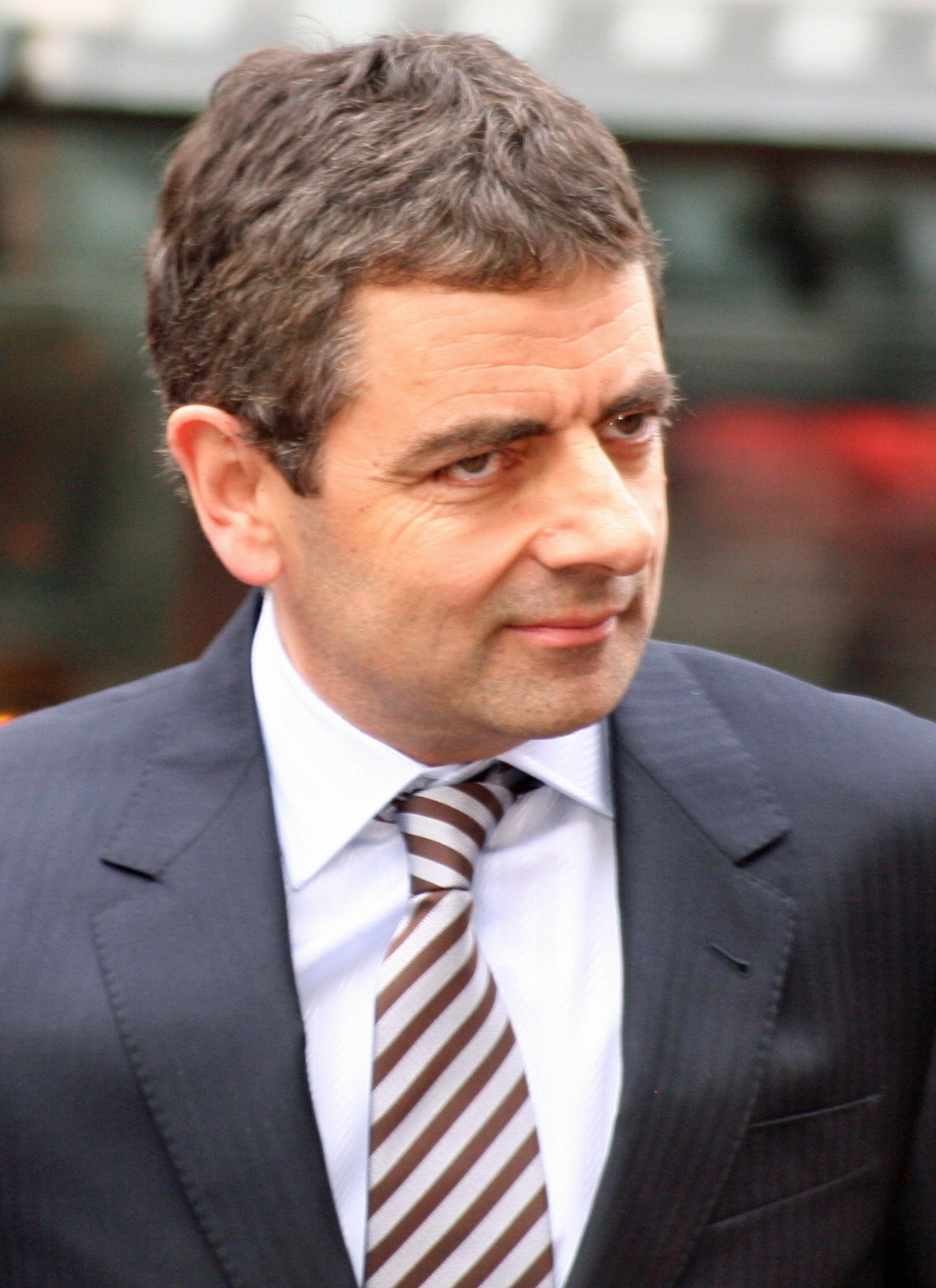
L'acteur à l'avant-première du film Les Vacances de Mr Bean, à Leicester Square.

L'autre importante création de Rowan Atkinson est le personnage de Mr Bean. Sa première apparition date du jour de l'an en 1990 dans une émission spéciale de 30 minutes pour Thames Television. Le personnage a été comparé à un Buster Keaton moderne, mais Rowan Atkinson explique que sa principale inspiration fut le personnage Monsieur Hulot créé par Jacques Tati. La série est composée de 14 épisodes de 28 minutes. Le personnage de Mr Bean apparaît ensuite dans plusieurs préquels télévisés jusqu'en 1995.
En 1995 et 1996, Rowan Atkinson joue le rôle de l'inspecteur Raymond Fowler dans la série Mr Fowler, Brigadier Chef (The Thin Blue Line), écrite par Ben Elton et ayant pour cadre le commissariat de la localité fictive de Gasforth.
Ce succès télévisuel fait de l'acteur une star internationale. Parallèlement, il apparait dans trois productions très vues : en 1993, un petit rôle dans la comédie potache Hot Shots! 2, de Jim Abrahams ; en 1994, il joue le rôle d'un jeune prêtre maladroit dans la comédie romantique à succès Quatre mariages et un enterrement, scénarisée par son ami Richard Curtis ; et en 1994, il double le personnage de Zazu dans le blockbuster d'animation des studios Disney Le Roi lion.
L'année 1997 lui permet d'amener sur grand écran son personnage favori : la comédie potache Bean, le film le plus catastrophe, co-produite avec un studio américain, co-scénarisée par Richard Curtis et réalisée par un autre britannique, Mel Smith. C'est un succès international. Deux ans plus tard, c'est également au cinéma qu'il fait ses adieux à Blackadder : en 1999 sort Blackadder Back and Forth. Cette comédie de science-fiction est de nouveau co-écrite par Curtis, et permet à Atkinson d'incarner les personnages de Lord Edmund Blackadder, King Edmund III et Centurion Blacaddicus.
En 1999, il revient à la télévision pour prêter ses traits à l'iconique personnage du Docteur dans un épisode spécial de Doctor Who pour le Comic Relief, intitulé The Curse of Fatal Death.
Il participe ensuite à deux comédies chorales : en 2000, la britannique Maybe Baby ou Comment les Anglais se reproduisent, et en 2001, le canado-américain Rat Race, réalisé par un spécialiste du genre, Jerry Zucker. Les années 2000 seront placées sous le sceau de la nouveauté. Durant cette période, il accepte de porter un projet de parodie des films de James Bond.

### Progression cinématographique (années 2000)

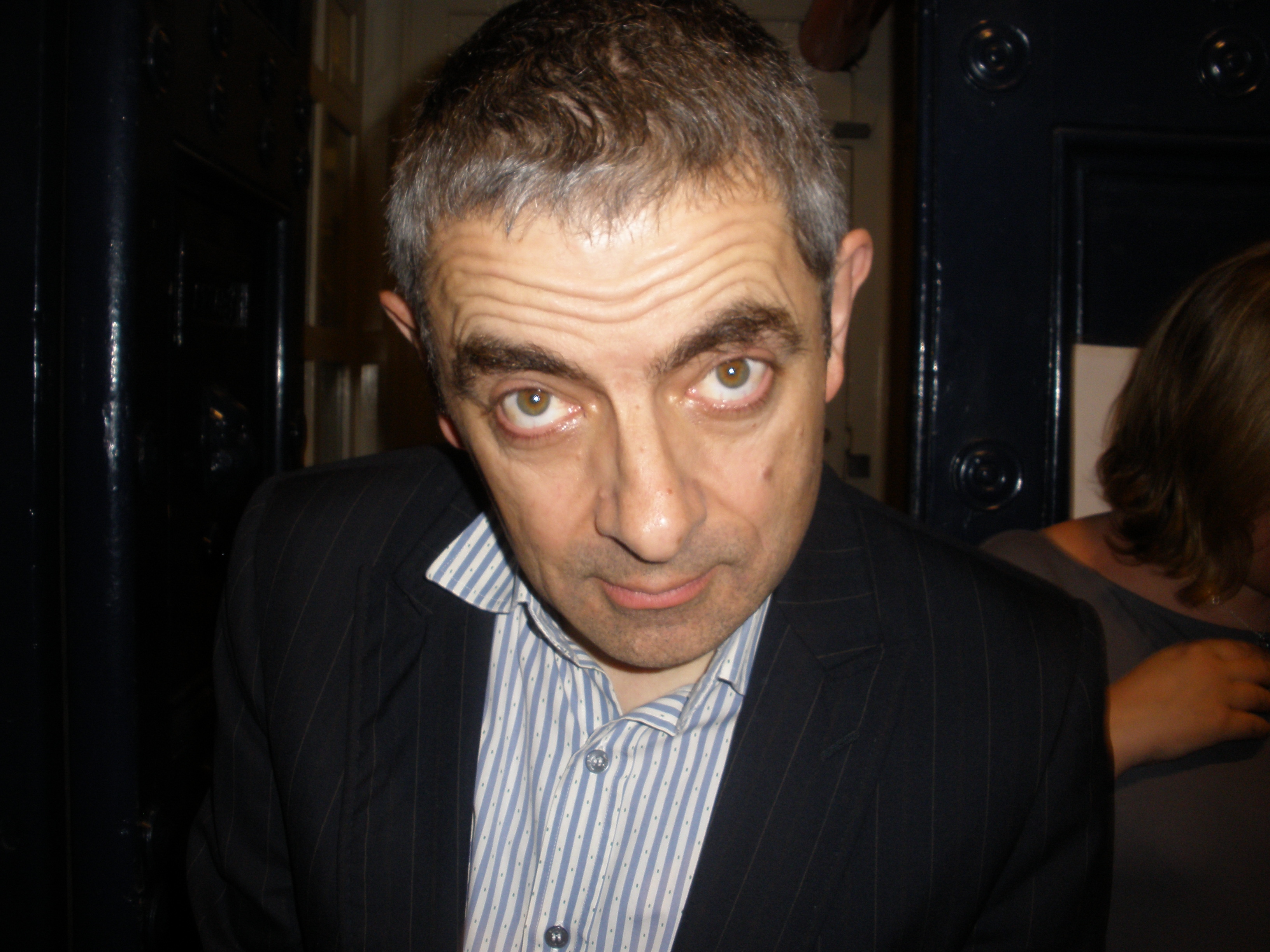
Rowan Atkinson en 2009.

En 2002, il tient un rôle dans un film familial fantastique à gros budget, Scooby-Doo, dans lequel il joue le propriétaire de l'île Spooky Island. En 2003, il fait partie de la distribution chorale de la nouvelle comédie romantique de son ami Richard Curtis, Love Actually — un succès international — puis incarne surtout un nouveau personnage : un agent secret du MI-7 gaffeur et idiot, au service secret de sa majesté, qui peut être vu comme une parodie de James Bond. Co-production internationale, Johnny English rapporte le triple de son budget initial, et permet à l'acteur de donner la réplique à la chanteuse australienne Natalie Imbruglia.
En 2005, il est la tête d'affiche de la comédie noire anglaise Secrets de famille, écrite et réalisée par Niall Johnson, qui fonctionne très bien sur le marché anglais. Parallèlement, il participe à des campagnes publicitaires pour Kronenbourg, Fujifilm et Give Blood (le don du sang). Il apparaît aussi dans le rôle du très maladroit agent secret Richard Lathum dans une longue série de publicités pour Barclaycard, personnage qui servira d'inspiration à Johnny English.
Il fait son grand retour en 2007 dans le rôle de Mr Bean : Les Vacances de Mr Bean amène son personnage en France, et permet cette fois à l'acteur d'avoir pour partenaire la française Emma de Caunes. Malgré un budget inférieur, le film connaît encore une fois un large succès commercial.
En 2011, il livre une autre suite : Johnny English, le retour. Cette fois, l'acteur a pour partenaire sa compatriote Rosamund Pike. Le film connaît une performance commerciale identique au premier opus.

### De Bean à Maigret (années 2010)

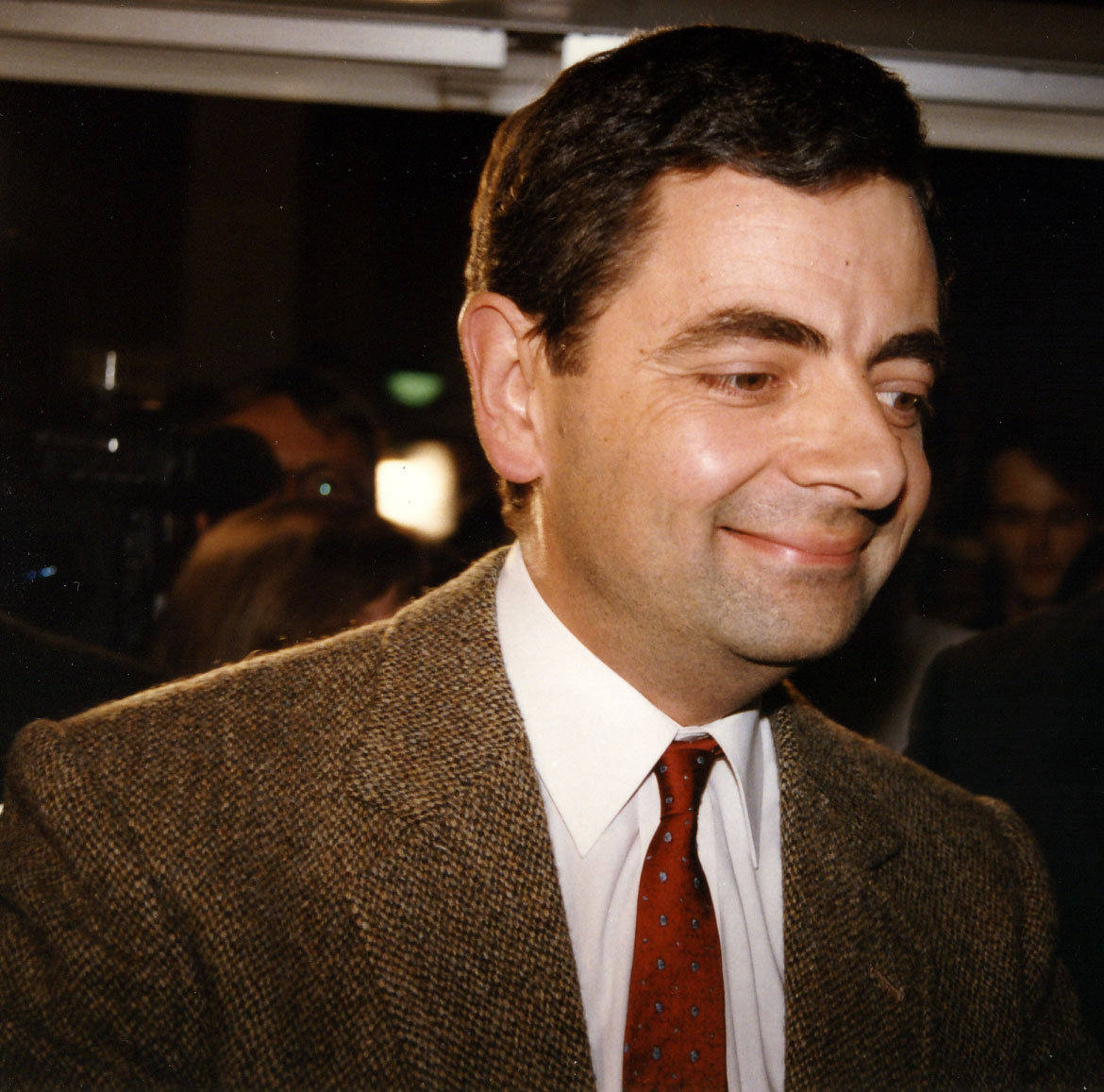
Rowan Atkinson dans son costume de Mr Bean.

En juillet 2011, il apparaît dans l'émission Top Gear et établit le meilleur chrono sur la piste d'essai Top Gear avec un temps de 1:42.2 dans une Kia Ceed, la voiture petit budget de l'émission (séquence « Star in a Reasonably Priced Car »). L'acteur américain Matt LeBlanc fait mieux en 1:42.1 une saison plus tard.
Durant l'été 2012, il participe à la cérémonie d'ouverture des Jeux olympiques d'été de 2012 en faisant un petit numéro comique aux côtés du London Symphony Orchestra, parodiant le film britannique Les Chariots de feu ayant pour cadre les Jeux olympiques d'été de 1924. Dans cette parodie, Mr Bean — ennuyé de ne devoir jouer au synthétiseur avec un doigt que le seul do dièse répétitif tout le long de la mélodie de Vangelis — se met à rêver de faire partie des coureurs et de les devancer lors de leur iconique course le long de la plage de Broadstairs, Kent (le visage d'Atkinson a été ajouté numériquement dans le film pour certaines scènes, tandis que les autres ont été tournées spécialement pour l'occasion),.
En novembre 2012, il réitère des propos qu'il avait déjà tenus en 2011 et annonce vouloir mettre fin à l'aventure Mr Bean. Il déclare alors au Daily Telegraph Review : « Ce qui m'a rapporté le plus grand succès commercial — des choses plutôt physiques et puériles — j'ai de moins en moins envie de les faire. Mes capacités physiques s'amenuisent, bien entendu, mais cela tient surtout au fait qu'une personne faisant l'enfant alors qu'elle est dans sa cinquantaine devient quelque chose de triste. Il faut être vigilant,. » Il explique aussi qu'il se trouve à un certain degré enfermé dans ce rôle.
En janvier 2014, la chaîne ITV annonce un nouveau dessin animé centré autour du personnage de Mr Bean avec la participation vocale de Rowan Atkinson. Le programme est diffusé sur Internet puis à la télévision la même année. La même année, Mr Bean fait une apparition dans une publicité pour Snickers.
De plus, malgré ses précédentes déclarations, à l'occasion du Red Nose Day (équivalent du Téléthon en France) et pour les 25 ans de Mr Bean, l'acteur remet le costume en tweed de son personnage fétiche pour un sketch inédit, le 13 mars 2015, aux côtés de Ben Miller et Rebecca Front, intitulé Mr. Bean - Funeral. Mr Bean avait déjà participé au Red Nose Day en 2007 avec le sketch intitulé Mr Bean's Wedding. En 2017, Atkinson reprend le rôle de Bean pour le film chinois Huan Le Xi Ju Ren. En 2021, il annonce renoncer définitivement au personnage.
Depuis 2016, Rowan Atkinson est également passé à un registre dramatique. Il prête en effet ses traits au personnage mythique du commissaire Maigret de Georges Simenon dans Maigret, une série de téléfilms produite par ITV. Deux épisodes sont diffusés en 2016, puis deux autres en 2017.
En 2018, il reprend son rôle d'espion dans Johnny English contre-attaque.

## Vie privée

### Vie familiale
Rowan Atkinson rencontre Sunetra Sastry à la fin des années 1980, époque durant laquelle elle est maquilleuse pour la BBC. Ils se marient en février 1990 et ont deux enfants, Benjamin et Lily Atkinson. Ils se séparent en 2014 et divorcent le 10 novembre 2015. À partir de 2013, sa nouvelle compagne, de vingt-sept ans sa cadette, est l'actrice Louise Ford qui joue à ses côtés dans la pièce de théâtre Quartermaine's Terms. En décembre 2017, Rowan devient père pour la troisième fois. Début 2019, l'acteur fait une pause dans sa carrière pour favoriser celle de sa compagne Louise Ford et pour mieux s'occuper de leur fille Isla.

### Opinions politiques
En juin 2005, Rowan Atkinson mène une coalition des acteurs et écrivains les plus importants du Royaume-Uni, comme Nicholas Hytner, Stephen Fry et Ian McEwan, devant le Parlement britannique pour leur demander de revoir le très controversé Racial and Religious Hatred Bill, qui selon eux donne un pouvoir de censure sur les arts trop important aux responsables religieux.
En 2009, Rowan Atkinson se montre critique sur la mise en place d'une censure stricte dans la législation sur le discours haineux, disant que la Chambre des lords devait voter contre la tentative gouvernementale de supprimer la clause permettant la liberté d'expression dans une loi contre l'homophobie.
En octobre 2012, il apporte son soutien à la Reform Section 5 campaign, dont l'objectif est de réformer ou d'abroger la section 5 du Public Order Act 1986, en particulier le passage disant qu'une insulte peut servir de base à une arrestation et à une peine. Pour Rowan Atkinson, cette section est une atteinte à la liberté d'expression.

### Opinions religieuses
Rowan Atkinson est connu pour sa critique de la religion et pour avoir combattu le Serious Organised Crime and Police Act 2005,.

### Passion pour les voitures
Rowan Atkinson obtient en 1981 un permis poids lourds de catégorie C+E (« a category C+E lorry driving licence ») car il était fasciné par les camions et pour être plus attractif sur le marché du travail en tant que jeune acteur. Cette compétence lui servit notamment lors du tournage de séquences comiques.
En 1991, il joue dans une série de sketches qu'il a lui-même écrite intitulée The Driven Man, dans laquelle il conduit dans Londres et cherche à remédier à son obsession pour les voitures, se retrouvant notamment à discuter avec des conducteurs de taxis, des policiers, des vendeurs de voitures d'occasion et des psychothérapeutes.
Amateur de compétition automobile, il joue le rôle du pilote Tim Birkin dans le téléfilm Full Throttle en 1995.
Il est un grand ami du septuple champion du monde de Formule 1 Lewis Hamilton.
Rowan Atkinson court dans d'autres voitures, notamment une Renault 5 GT Turbo pendant deux saisons du Renault Clio Cup.
En juillet 2001, il a un accident avec son Aston Martin lors d'une compétition organisée par l'Aston Martin Owners Club au Croft Racing Circuit à Darlington, accident duquel il ressort indemne.
De 1997 à 2015, il a en sa possession une rare McLaren F1. En octobre 1999, il entre en collision avec une Austin Metro à Cabus (Lancashire). Sa passion pour les voitures de sport faillit de nouveau lui coûter la vie en août 2011, lorsque sa McLaren F1 prend feu en percutant un arbre,. Étant donné la rareté de cette voiture ainsi que sa valeur élevée, l'assurance accepte de la faire réparer. La voiture est réparée à l'usine du constructeur de Woking, et l'acteur récupère sa voiture en 2013, quelque 18 mois après l'accident, pour un coût estimé à un million d'euros (910 000 £), ce qui en fait alors le remboursement de réparation automobile par une assurance le plus important en Grande-Bretagne. En 2015, Rowan Atkinson met en vente sa McLaren F1 par le biais du courtier londonien Taylor & Crawley, qui a trouvé un acheteur pour 8 millions de livres sterling (10,7 millions d'euros). Rowan Atkinson a aussi possédé une Honda NSX et possède une Aston Martin V8 Zagato, une Audi A8, une Škoda Superb et une Honda Civic hybride.
L'homme politique conservateur britannique Alan Clark, amateur de voitures anciennes, évoque dans ses Mémoires (Alan Clark Diaries) sa rencontre inopportune en mai 1984, alors qu'il conduisait dans l'Oxfordshire, avec un homme qui s'avéra ensuite être Rowan Atkinson : « Juste après être sorti de l'autoroute à Thame, je remarquai une Aston Martin DBS V8 de couleur rouge foncé stationnée sur la voie de raccordement avec le capot ouvert, un homme mécontent penché sur le moteur. Je demandai à Jane de faire marche arrière puis ai marché vers l'homme. Voir une BV8 mal en point est toujours une bonne occasion pour jubiler ». Alan Clark raconte ensuite qu'il a alors pris Rowan Atkinson dans sa Rolls-Royce et l'a déposé à la cabine téléphonique la plus proche, mais il fut déçu de la réaction ennuyeuse de l'humoriste lorsqu'il apprit qu'Alan Clark l'avait reconnu, notant qu'il « ne brilla pas, fut plutôt décevant et chétif »,.
Une marque que Rowan Atkinson a dit ne pas vouloir acheter est la marque Porsche : « J'ai un problème avec les Porsche. Ce sont de superbes voitures, mais je sais que je ne pourrais jamais vivre avec l'une d'entre elles. Je ne sais pas trop pourquoi, mais les personnes du genre à posséder une Porsche — pour lesquelles je n'ai aucune inimitié — ne sont pas, je trouve, le type de personnes auquel j'appartiens. Je ne me balade pas en disant à qui veut l'entendre que les Porsche sont des tas de fumier, mais je sais que psychologiquement, je ne serais pas capable d'en avoir une,,. »

### Incident d'avion au Kenya
En 2001, alors qu'il est en voyage au Kenya avec sa femme et ses deux enfants, il emprunte un vol entre Nairobi et Mombasa. Après 45 minutes de vol, l'avion perdant anormalement de l'altitude, Atkinson se rend dans la cabine et constate que le pilote est inanimé. Alors qu'il n'a jamais piloté de sa vie, Rowan Atkinson parvient à redresser l'avion et à le maintenir en altitude. Il assène ensuite plusieurs gifles au pilote évanoui qui finit par se réveiller et se pose sans problème à l'aéroport Wilson de Nairobi,.

## Spectacles
- 1992 : Rowan Atkinson Live
- 2012 : Cérémonie d'ouverture des Jeux olympiques d'été de 2012

## Filmographie

### Cinéma
- 1983 : Jamais plus jamais (Never Say Never Again) d'Irvin Kershner : Nigel Small-Fawcett
- 1989 : The Tall Guy de Mel Smith : Ron Anderson
- 1990 : Les Sorcières (The Witches) de Nicolas Roeg : Mr. Stringer
- 1993 : Hot Shots! 2 de Jim Abrahams : Dexter Hayman
- 1994 : Quatre mariages et un enterrement (Four Weddings and a Funeral) de Mike Newell : le prêtre
- 1994 : Le Roi lion (The Lion King) studios Disney : Zazu (voix)
- 1997 : Bean de Mel Smith : Mr. Bean
- 2000 : Maybe Baby ou Comment les Anglais se reproduisent (Maybe Baby) de Ben Elton : Mr. James
- 2001 : Rat Race de Jerry Zucker : Enrico Pollini
- 2002 : Scooby-Doo de Raja Gosnell : Emile Mondavarious, le propriétaire de Spooky Island
- 2003 : Johnny English de Peter Howitt : Johnny English
- 2003 : Love Actually de Richard Curtis : Rufus, le vendeur de bijoux
- 2005 : Secrets de famille (Keeping Mum) de Niall Johnson : Walter Goodfellow
- 2007 : Les Vacances de Mr Bean (Mr Bean's Holiday) de Steve Bendelack : Mr. Bean
- 2011 : Johnny English, le retour (Johnny English Reborn) d'Oliver Parker : Johnny English
- 2017 : Huan Le Xi Ju Ren de Li Jiqiang : Mr Bean
- 2018 : Johnny English contre-attaque (Johnny English Strikes Again) de David Kerr : Johnny English
- 2023 : Wonka de Paul King : le Père Julius
- A venir : Quatrième film Johnny English[65] : Johnny English

### Courts métrages
- 1983 : Dead On Time de Lyndall Hobbs : Bernard Fripp
- 1988 : The Appointments of Dennis Jennings de Dean Parisot : Dr Schooner
- 2003 : Mickey's PhilharMagic : Zazu (voix)

### Télévision
- 1979 : Canned Laughter (pilote d'une série TV) : Robert Box / Dave Perry / Mr Marshall
- 1979 : The Secret Policeman's Ball (spectacle pour Amnesty International)
- 1979-1982 : Not the Nine O'Clock News : rôles variés
- 1980 : Peter Cook & Co. (téléfilm) : rôles variés
- 1980 : The Innes Book of Records : invité
- 1983 : La Vipère noire (The Black Adder) : The Blackadder – Prince Edmund, Duke of Edinburgh
- 1986 : La Vipère noire (Blackadder II) : Lord Edmund Blackadder
- 1987 : La Vipère noire (Blackadder the Third) : Edmund Blackadder, Esq, Butler to the Prince
- 1987 : Saturday Live (émission) : Présentateur invité
- 1988 : La Vipère noire (Blackadder: The Cavalier Years) (épisode spécial) : Ebenezer Blackadder / Lord Edmund Blackadder / Mr. E. Blackadder, Esq. / Grand Admiral Blackadder
- 1988 : La Vipère noire (Blackadder's Christmas Carol) (épisode spécial) : Sir Edmund Blackadder
- 1989 : Hysteria 2! (téléfilm) : Shakespeare's Manager
- 1989 : La Vipère Noire (Blackadder Goes Forth) : le capitaine Edmund Blackadder
- 1990-1995 : Mr Bean : Mr Bean
- 1990 : A Bit of Fry and Laurie : Nigel Havers
- 1991 : Bernard and the Genie (téléfilm) : Charles Pinkworth
- 1992 : Funny Business (documentaire) : Kevin / Narrateur
- 1995 : Full Throttle (téléfilm) : Sir Henry, Tim Birkinss
- 1995 : Mr. Fowler, brigadier chef (The Thin Blue Line) : l'inspecteur Raymond C. Fowler
- 1999 : Doctor Who and the Curse of Fatal Death : Le Docteur (Comic Relief « Red Nose Day »)
- 1999 : La Vipère noire (Blackadder Back and Forth) de Paul Weiland : Lord Edmund Blackadder / King Edmund III / Centurion Blacaddicus
- 2001 : Popsters (téléfilm) : Nasty Neville (Comic Relief: Say Pants to Poverty)
- 2002-2004 puis 2015-2016 : Mr Bean, la série animée : Mr Bean (voix)
- 2003 : Lying to Michael Jackson (téléfilm) : Martin Bashir (Comic Relief 2003: The Big Hair Do)
- 2005 : Spider-Plant Man (téléfilm) : Peter Piper / Spider-Plant Man (Comic Relief: Red Nose Night Live 05)
- 2005 : Brendan Richard (téléfilm) : Timmy FitzGerald
- 2007 : Mr Bean's Wedding (Red Nose Day)
- 2008 : We Are Most Amused (gala en l'honneur des 60 ans du Prince Charles) : lui-même
- 2008 : Blackadder Rides Again (documentaire) : lui-même
- 2009 : Not Again: Not the Nine O'Clock News (documentaire) : lui-même
- 2010 : Bondi Rescue (émission) : Mr Bean (1 épisode)
- 2011 : Top Gear (émission) : lui-même (1 épisode)
- 2013 : Live from Lambeth Palace sketches : L'archevêque de Cantorbéry (Comic Relief "Red Nose Day")
- 2015 : Horrible Histories : Henri VIII (invité, 1 épisode)
- 2015 : Mr. Bean - Funeral (Red Nose Day)
- 2016 : Maigret : Commissaire Jules Maigret
- 2022 : Seul face à l'abeille (Man vs. Bee)

### Sorties vidéo
- 1995 : Unseen Bean : Mr. Bean

## Voix françaises
| - Guy Chapellier dans : - Canned Laughter (série télévisée) - La Vipère noire (série télévisée) - Mr Bean (série télévisée) - Maigret (série télévisée) - Seul face à l'abeille (série télévisée) - Wonka - Raymond Acquaviva dans : - Johnny English - Love Actually - Johnny English, le retour - Johnny English contre-attaque - Gilles Laurent dans : - Mr. Fowler, brigadier chef (série télévisée) - Mr Bean, la série animée (1re voix) - Secrets de famille | Et aussi - Marc François dans Jamais plus jamais - Denis Boileau dans Hot Shots! 2 - Patrice Dozier dans Rowan Atkinson Live - Henri Courseaux dans Quatre mariages et un enterrement - Michel Prud'homme dans Le Roi lion (voix) - Dany Boon dans Bean - Jean-Claude Montalban dans Scooby-Doo - Peppino Capotondi dans Mr Bean, la série animée (2e voix) |

## Théâtre
- 1988 : The Sneeze and Other Stories d'Anton Tchekhov au Aldwych Theatre de Londres
- 2010 : Olivier! de Lionel Bart au Théâtre de Drury Lane
- 2013 : Quartermaine's Terms de Simon Gray au Wyndham's Theatre de Londres : St. John Quartermaine

## Distinctions

### Récompenses
- 1981 : lauréat du prix du meilleur acteur lors des BAFTA Awards pour Not the Nine O'Clock News (1979).
- 1990 : lauréat du prix du meilleur acteur lors des BAFTA Awards pour Blackadder goes Forth (1989).
- 1993 : lauréat du prix du meilleur scénario pour une comédie spéciale lors des CableACE Awards pour Rowan Atkinson Live (1992) partagé avec Richard Curtis et Ben Elton.
- 1994 : lauréat de la récompense TV Prize de la personnalité masculine étrangère lors des Aftonbladet TV Prize.
- 1996 : lauréat de la récompense TV Prize de la personnalité masculine étrangère lors des Aftonbladet TV Prize.
- 1998 : lauréat de la récompense TV Prize de la personnalité masculine étrangère lors des Aftonbladet TV Prize.
- 2002 : lauréat du prix de la meilleure performance masculine TV lors des Telvis Awards.

### Nominations
- 1983 : nommé au prix du meilleur acteur lors des BAFTA Awards pour Not the Nine O'Clock News (1979).
- 1988 : nommé au prix du meilleur acteur lors des BAFTA Awards pour La Vipère noire (The Black Adder) (1987).
- 1991 : nommé au prix du meilleur acteur lors des BAFTA Awards pour Mr Bean (1990).
- 1992 : nommé au prix du meilleur acteur lors des BAFTA Awards pour Mr Bean (1990) pour l'épisode The Curse of Mr. Bean.
- 1992 : nommé au prix de la meilleure série télévisée lors des BAFTA Awards pour Mr Bean (1990) partagé avec Richard Curtis, Robin Driscoll et John Howard Davies pour l'épisode The Curse of Mr. Bean.
- 1993 : nommé au prix de la meilleure performance dans une comédie spéciale lors des CableACE Awards pour Rowan Atkinson Live (1992).
- 1993 : nommé au prix de la meilleure comédie spéciale lors des CableACE Awards pour Rowan Atkinson Live (1992) partagé avec Richard Curtis (scénariste), Jeff Ross (producteur), Peter Bennett-Jones (producteur exécutif), Andre Ptaszysnki (producteur exécutif), Thomas Schlamme (réalisateur) et Ben Elton (scénariste).
- 1994 : nommé au prix du meilleur acteur lors des BAFTA Awards pour Mr Bean (1990).
- 1995 : nommé au prix du meilleur scénario pour une comédie spéciale lors des CableACE Awards pour Mr Bean (1990) partagé avec Richard Curtis et Robin Driscoll.
- 1995 : nommé au prix de la meilleure performance dans une comédie spéciale lors des CableACE Awards pour Mr Bean (1990).
- 1996 : lauréat de la récompense TV Prize de la personnalité masculine étrangère lors des Aftonbladet TV Prize.
- 1997 : nommé au prix du meilleur acteur dans une comédie lors des National Television Awards pour Mr. Fowler, brigadier chef (1995).
- 2003 : nommé au prix du meilleur acteur dans une comédie lors des European Film Awards pour Johnny English (2003).
- 2004 : nommé au prix de la meilleure distribution dans une comédie dramatique lors des Phoenix Film Critics Society Awards pour Love Actually (2003) partagé avec Hugh Grant, Colin Firth, Sienna Guillory, Liam Neeson, Lulu Popplewell, Emma Thompson, Kris Marshall, Heike Makatsch, Martin Freeman, Joanna Page, Chiwetel Ejiofor, Andrew Lincoln, Keira Knightley, Nina Sosanya, Martine McCutcheon, Laura Linney, Thomas Brodie-Sangster, Alan Rickman, Rodrigo Santoro, Claudia Schiffer, Bill Nighy, Gregor Fisher, Rory MacGregor, Carla Vasconcelos, Shannon Elizabeth, Denise Richards et Elisha Cuthbert.

### Honneurs
Rowan Atkinson est nommé Commandeur de l'ordre de l'Empire britannique lors des 2013 Birthday Honours pour services rendus au théâtre et aux œuvres caritatives,.
- (19535) Rowanatkinson, astéroïde nommé en son honneur.